# Zamek w Sutkowcach
Zamek w Sutkowcach – ruiny obronnego zamku, wybudowanego w 1623 roku przez Aleksandra Bałabana.

## Położenie, architektura
Zamek położony był na wydłużonym, skalistym cyplu, odciętym od wsi głębokim jarem strumienia. Ruiny pod koniec XIX w. składały się z dwóch ośmiobocznych narożnych wież, zaopatrzonych w strzelnice. Obiekt wielokrotnie niszczony przez Kozaków i Tatarów.

## Budowniczy
Aleksander Bałaban był starostą winnickim, trembowelskim, rohatyńskim, rotmistrzem królewskim, siostrzeńcem hetmana Stanisława Żółkiewskiego, uczestnikiem bitew pod Kłuszynem w 1610 r. i pod Cecorą w 1620 r.

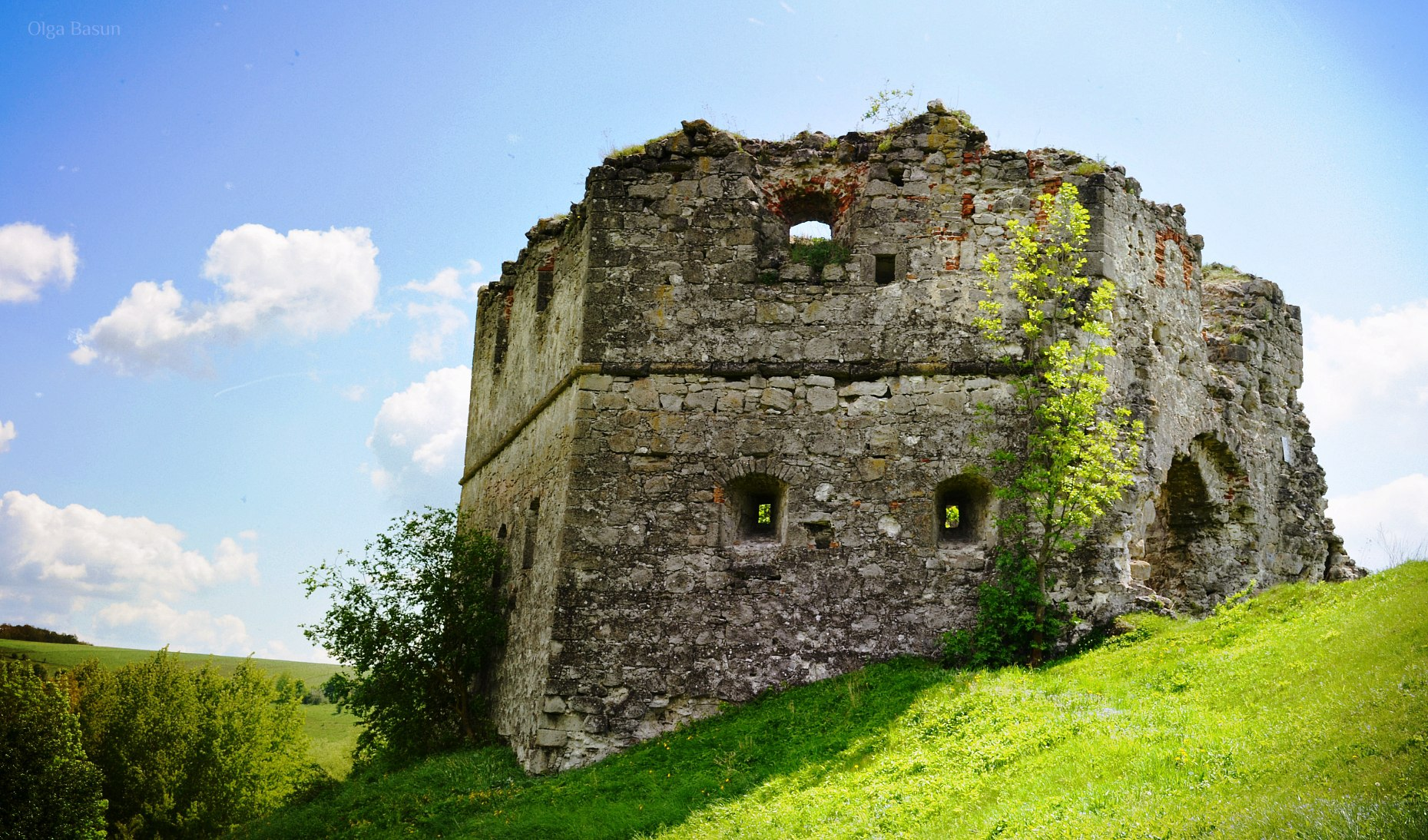
Ruiny zamku
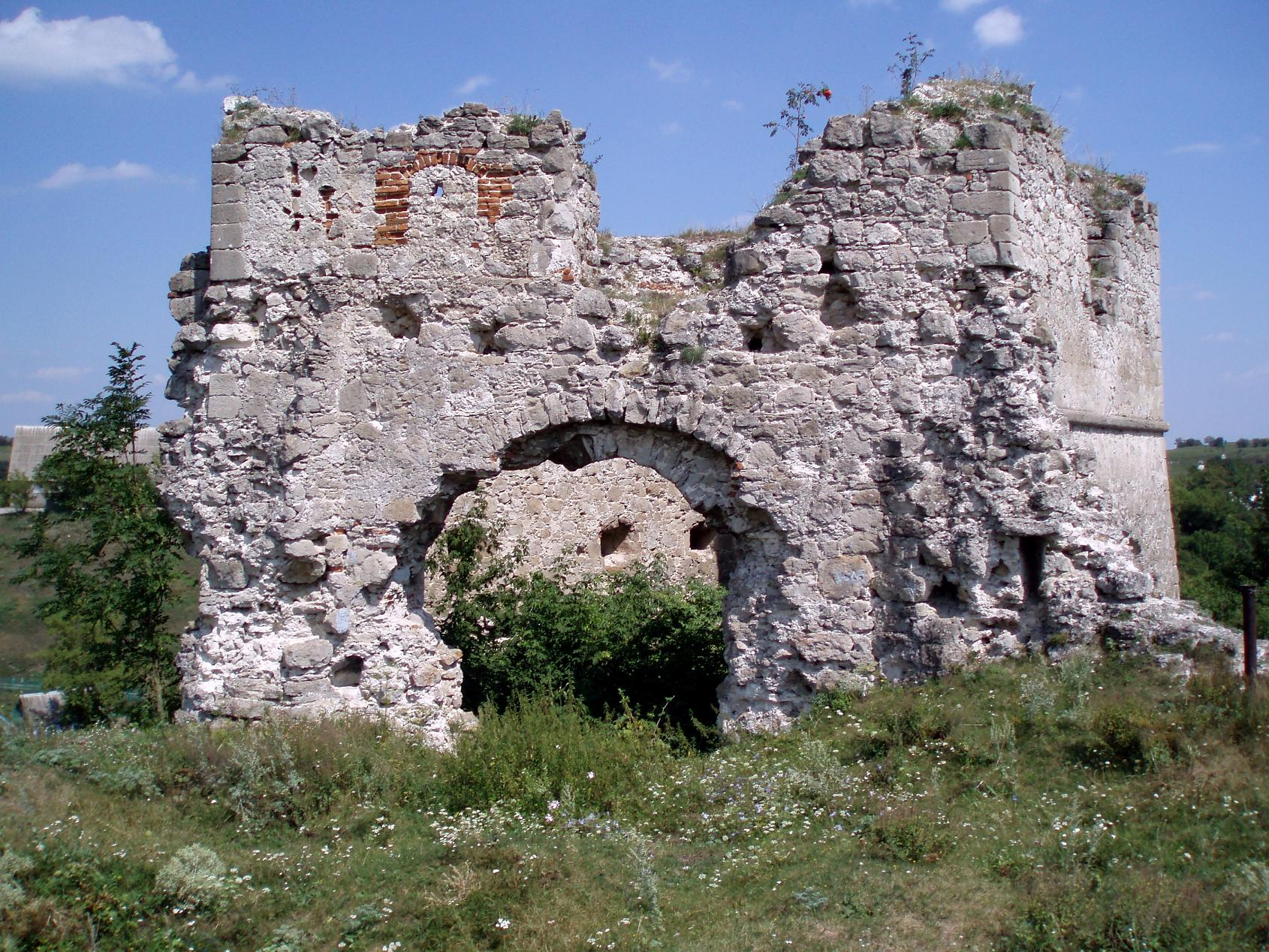
Ruiny zamku
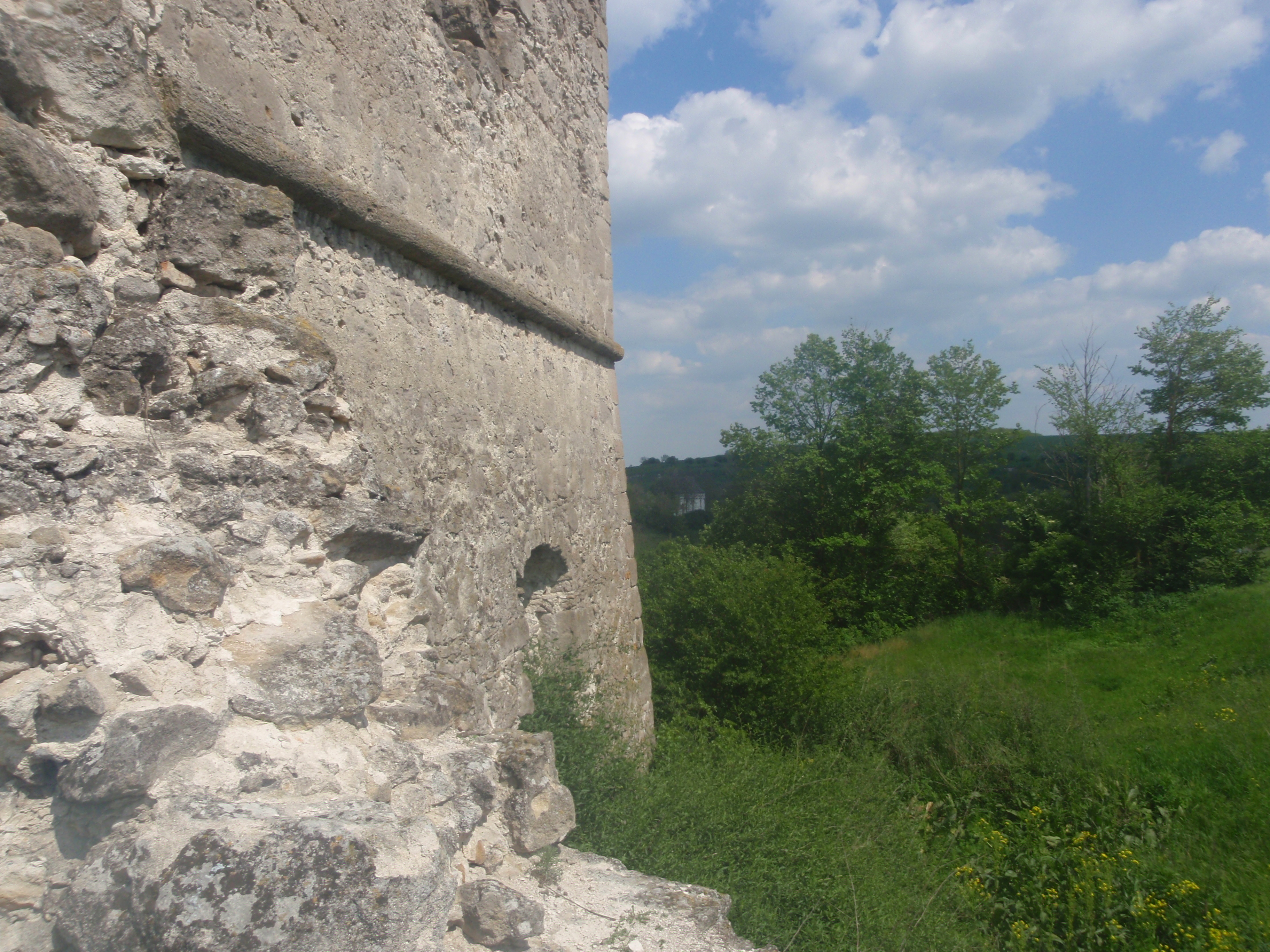